# Clinton, Indiana
Clinton är en ort i Vermillion County i delstaten Indiana, USA.